# RBL-1

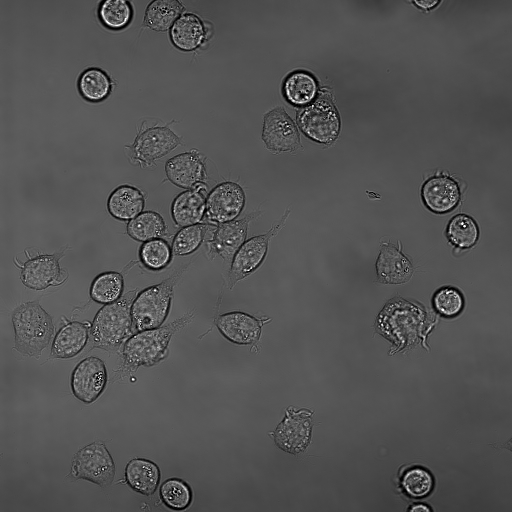
RBL-1細胞

RBL-1（Rat Basophilic Leukemia cells）是大鼠嗜鹼性粒細胞性白血病細胞系。由於RBL-1細胞對免疫球蛋白E及其FCER1受體的強烈反應，因此被用於研究過敏反應，並且因為它們在組織培養中具有更高的穩定性，因此它們被用於代替肥大細胞。同時，RBL細胞有助於對人類患者進行過敏性研究。黴漿菌感染極大地影響了生物測定中細胞介體的釋放。由於細菌會在RBL-1細胞的表面上生長，並且無法通過光學顯微鏡對其進行觀察，因此需要進行常規的支原體檢測。

## 外部連結
- Cellosaurus entry for RBL-1（页面存档备份，存于）